# Silkeborg - 100 Aar
|  | Denne artikel er oprettet af botten Steenthbot ud fra en ekstern database. Den kan derfor have sproglige fejl eller mangler. Denne skabelon kan fjernes efter kontrol af indholdet. |

Silkeborg - 100 Aar er en dansk dokumentarfilm fra 1946 instrueret af Gunnar Robert Hansen efter eget manuskript.

## Handling
Kompilationsfilm bestående af tre dele: 1) Optagelser af Studentersangernes fremførelse af 'Der er et yndigt land', akkompagnement til billeder af Danmarks natur. Samme sekvens ses også i filmen 'Dansk Filmrevy 1941-1942'. 2) Dokumentarfilm, hvor en speaker fortæller om, hvordan Silkeborg er opstået, og hvordan byen har udviklet sig. I løbet af filmen er der optagelser fra Silkeborgs idylliske naturområder bl.a. Silkeborgsøerne, de omkringliggende skove og Himmelbjerget. Desuden ses optagelser fra Silkeborg by, Michael Drewsens papirsfabrik, arbejdslivet på byens fabrikker, arnestedet for mordet på Kaj Munk m.m. Der berettes om Silkeborgs første turist - selveste H.C. Andersen - der blev særdeles betaget af byen, dens natur og dyreliv. 3) Optagelser fra fejringen af Silkeborgs 100 års jubilæum 26. juli 1946. Byens ungdomskorps møder op ved rådhuset for at lykønske deres by og overgive deres gave til byens borgmester. Dagens højdepunkt er besøget af Kong Christian X og Dronning Alexandrine, der får en hjertelig modtagelse. I forbindelse med jubilæet har Silkeborg by foranstaltet et stort håndværkeroptog med opfindsomme vogne, der repræsenterer hver deres fag. Jubilæumsfesten afsluttes med en stor ildregattafest på Remstrup Å, hvor et kæmpemæssigt fyrværkerishow sætter det sidste storslåede punktum for festlighederne.

## Medvirkende
- Kong Christian X
- Dronning Alexandrine